# Budynek Szkoły Podstawowej nr 27 w Toruniu
Budynek Szkoły Podstawowej nr 27 w Toruniu – zabytkowy gmach szkoły podstawowej, znajdujący się na Kaszczorku, przy ul. Turystycznej 19 w Toruniu.
Pod koniec XVIII wieku w budynku działała katolicka szkoła parafialna, do której uczęszczały dzieci zarówno z Kaszczorka, jak i z okolicznych miejscowości. W okresie międzywojennym w budynku funkcjonowała szkoła podstawowa (powszechna). We wrześniu 1939 roku przejęli ją Niemcy, a lekcje w niej odbywały się w języku niemieckim. Po II wojnie światowej szkołę polską reaktywowano.
Budynek szkoły figuruje w gminnej ewidencji zabytków (nr 2162).